# Puente del Eurimedonte (Selge)
El puente del Eurimedonte (en turco: Oluk Köprü) es un puente romano sobre el río Eurimedonte (moderno Köprüçay) cerca de Selge en Pisidia en el sur de Turquía. Es parte del camino que se extiende desde la región costera de Panfilia hasta el interior de Pisidia. Situado a 5 km al norte de la aldea Beşkonak en una zona escasamente poblada, el puente cruza el Eurimedonte por encima del fondo del valle.
El río Eurimedonte, de 183 km de longitud, nace en Frigia y discurre por el sur del país, por las provincias de Isparta y Antalya, y desemboca en el golfo de Antalya, en el mar Mediterráneo.

## Estructura arquitectónica
La estructura excelentemente conservada tiene 14 m de largo y 3,5 m de ancho, con una calzada de 2,5 m. El espacio libre de su único arco es de cerca de 7,0 m, el espesor de sus dovelas, que se colocaron sin el uso de mortero, es de 60 cm. La técnica de construcción y la sólida mampostería apuntan a una fecha de construcción del siglo II, época en que el Selge estaba floreciendo.

### Detalles estructurales del puente del Eurimedonte

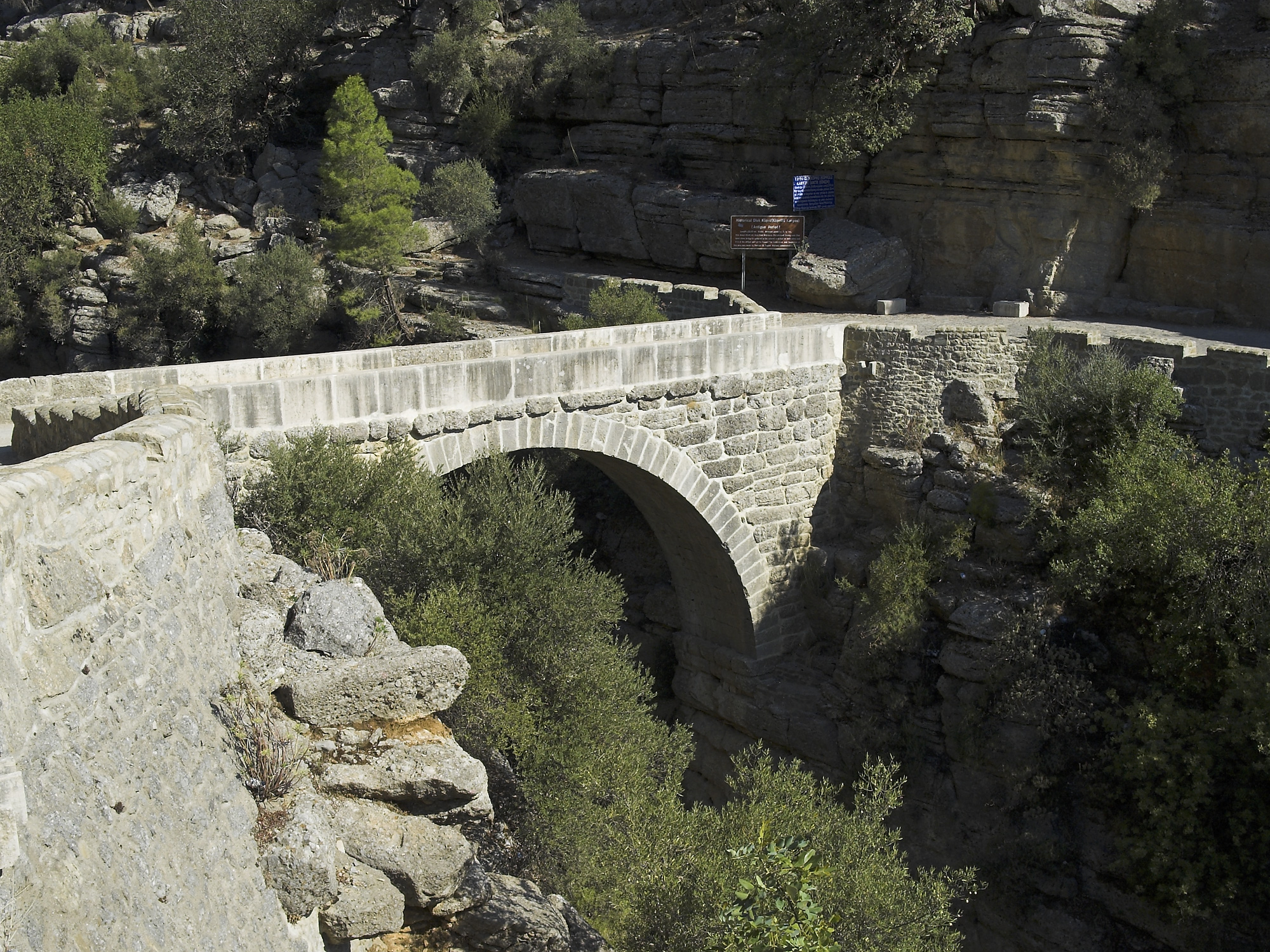
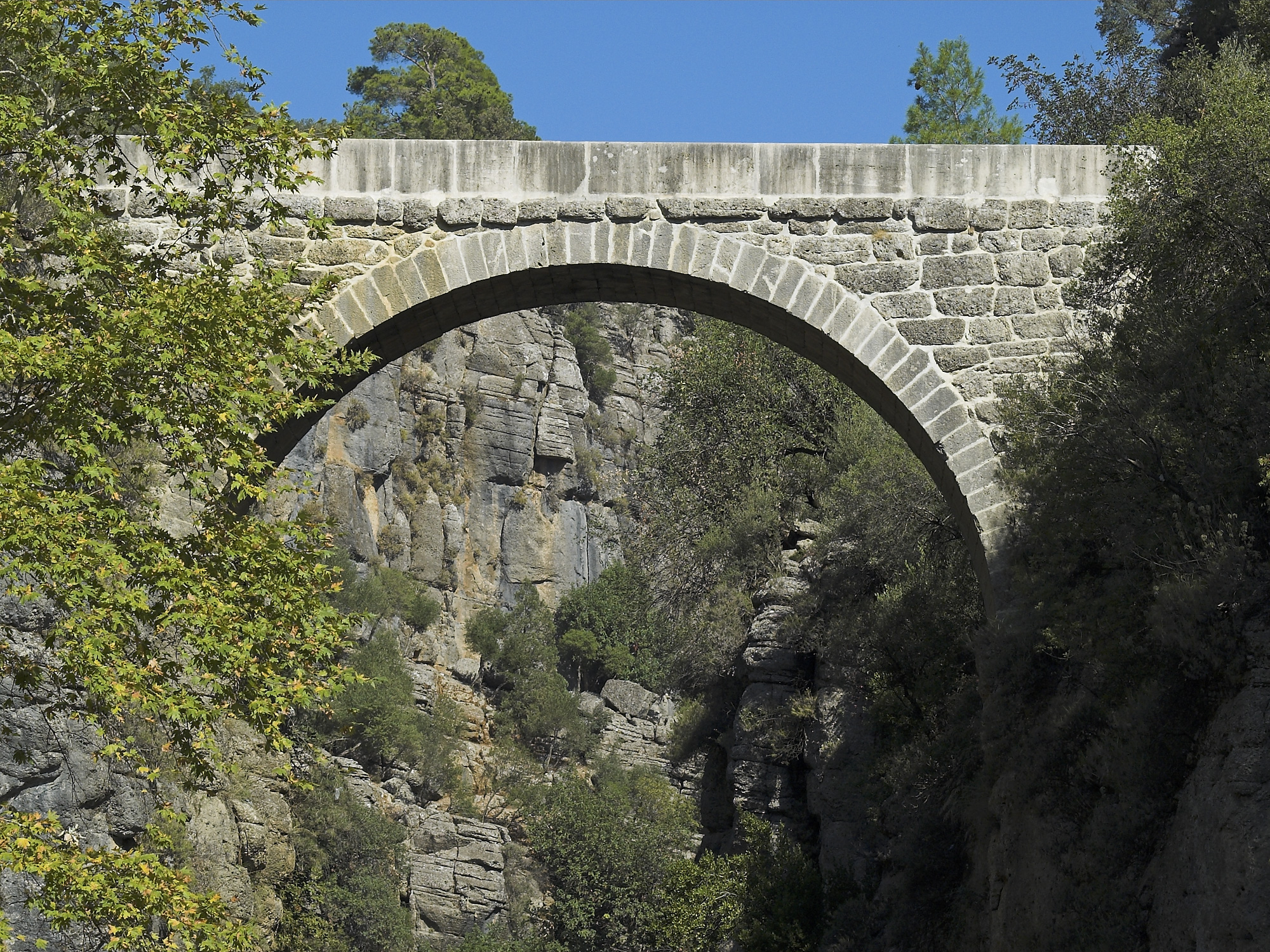
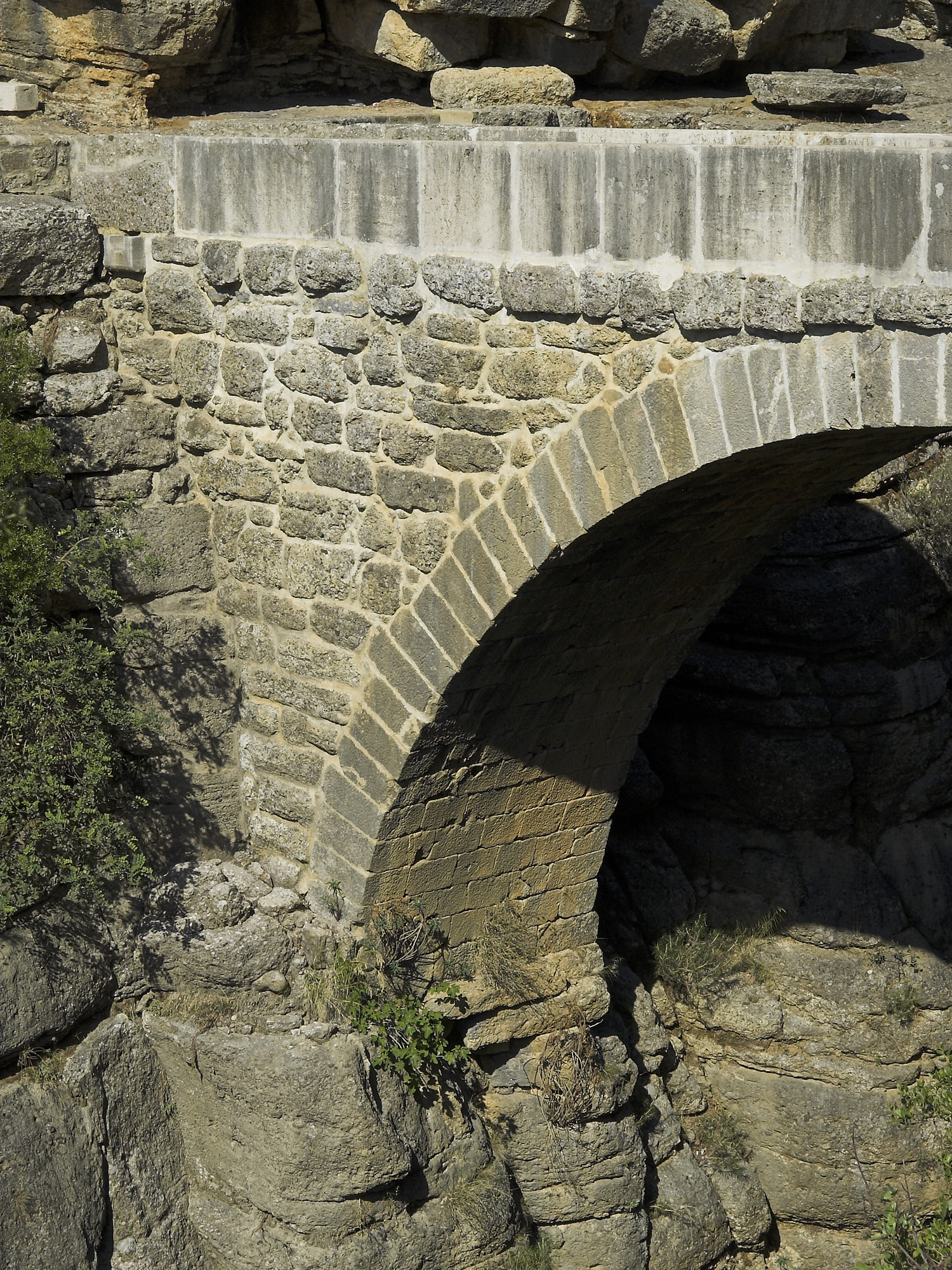

Vistas del puente romano de Selge:

## Batallas del Eurimedonte
En el año 190 a. C. una flota romana dirigida por Lucio Emilio Régilo derrotó a la flota seléucida de Antíoco III el Grande, dirigida por Aníbal, cerca del río, quien fue vencido y se vio obligado a huir. El río Eurimedonte está atravesado por otro viejo puente existente  a 42 km en Aspendos, de la época seléucida sobre cimientos romanos.
Cercano a su desembocadura tuvo lugar alrededor de los años 469/466 la Batalla del Eurimedonte —en realidad dos batallas, una terrestre y otra marítim— entre la Liga de Delos dirigida por el estratego Cimón y comandada, por la parte contraria, por Jerjes I del imperio persa, con la victoria definitiva de los atenienses sobre la flota persa. Las dos batallas terrestres y navales duraron un día e incluyeron la captura de Cimón Y la destrucción de toda la flota fenicia de 200 trirremes.